# موقوفه میرزا جعفر
خانه تاریخی میرزا جعفر
خانه تاریخی میرزا جعفر مربوط به اوایل دوره قاجار است و کنار مسجد جامع خوسف واقع شده، این اثر در تاریخ ۲ آبان ۱۳۸۲ با شماره ۱۰۴۶۱ به ‌عنوان یکی از آثار ملی ایران به ثبت رسیده است.
این بنای تاریخی که در تملک میراث فرهنگی است پس از پایان مرمت به عنوان اداره میراث فرهنگی، گردشگری و صنایع دستی شهرستان خوسف مورد بهره برداری قرار گرفته است.
این بنای تاریخی تنها خانه 3 ایوانی شهرستان خوسف با یک شاه نشینی زیباست.